# Cyperus steadii
Cyperus steadii är en halvgräsart som beskrevs av Georg Kükenthal. Cyperus steadii ingår i släktet papyrusar, och familjen halvgräs. Inga underarter finns listade i Catalogue of Life.